# Коуровка
Коу́ровка — посёлок в муниципальном округе Первоуральск Свердловской области России.

## География
Коуровка расположена в основном на левом берегу реки Чусовой, в 25 километрах (по автодороге в 30 километрах) к запад-северо-западу от города Первоуральска. В посёлке расположена станция Коуровка Свердловской железной дороги (1737 км).
В настоящее время Коуровка фактически слилась с расположенным на правом берегу Чусовой посёлком Прогресс.

## История
Названа по имени урочища Коуров лог. В свою очередь, урочище названо по имени одного из крестьян Чусовской слободы Коура.
Сама деревня основана в 1908—1909 годах при строительстве Транссибирской железной дороги.

## Достопримечательности

### Здание вокзала
Здание вокзала в стиле модерн является самым старым зданием посёлка.

### Коуровская астрономическая обсерватория
В окрестностях посёлка работает Коуровская астрономическая обсерватория с 1965 года.
В честь «Коуровки» названа одна из малых планет Солнечной системы (#4964 — Kourovka).

## Население
| 2002 | 2010 |
| ---- | ---- |
| 448  | ↘315 |